# Le Manoir (Eure)
Le Manoir est une commune française située dans le département de l'Eure, en région Normandie. Ses habitants sont les Manants. Le Manoir est également appelée Le Manoir-sur-Seine.

## Géographie

### Hydrographie
La commune est située dans le bassin Seine-Normandie. Elle est drainée par la Seine et le fossé 01 de la commune des Damps,,.

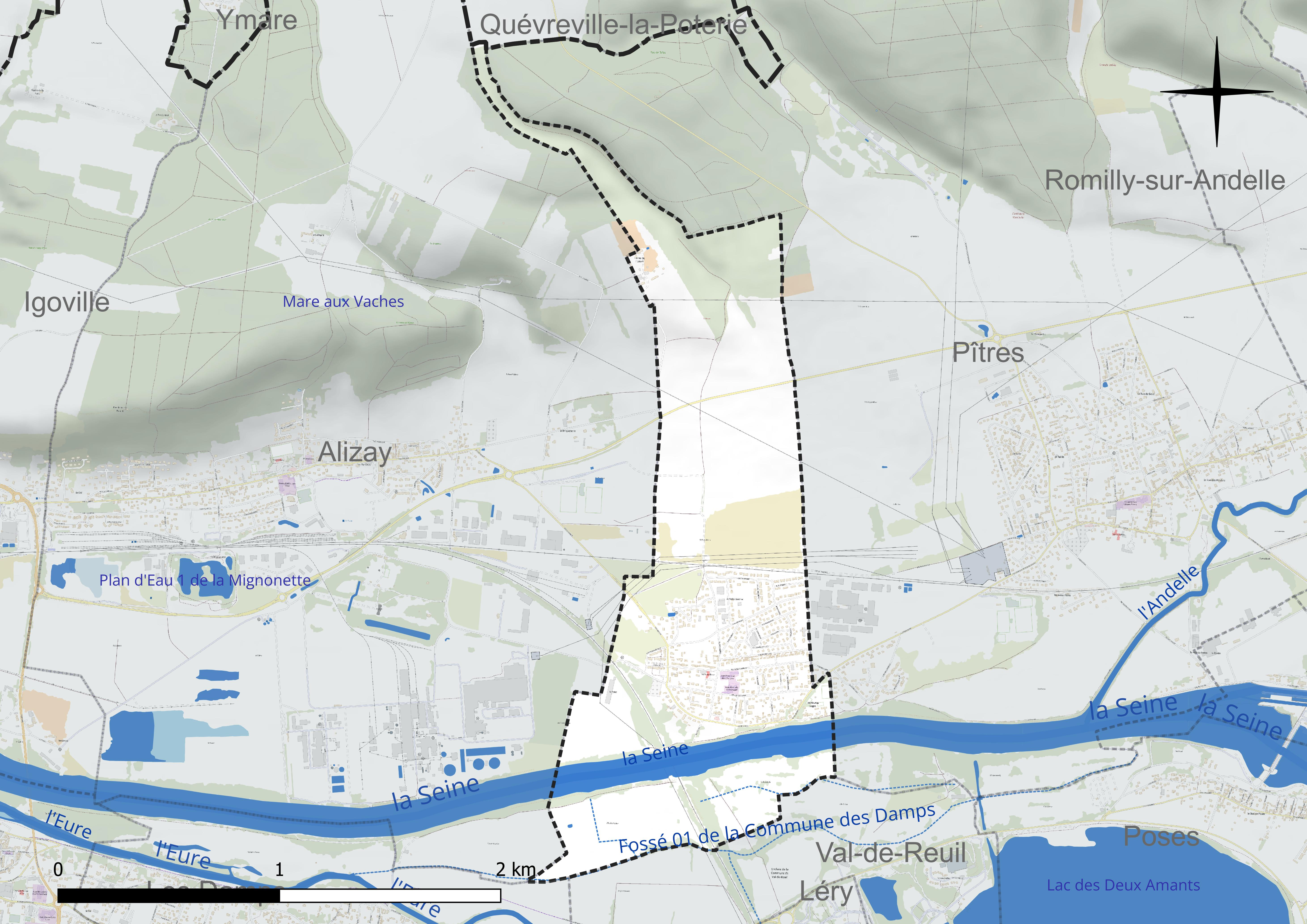
Réseau hydrographique du Manoir.

### Climat
Pour des articles plus généraux, voir Climat de la Normandie et Climat de l'Eure.
En 2010, le climat de la commune est de type climat océanique dégradé des plaines du Centre et du Nord, selon une étude du CNRS s'appuyant sur une série de données couvrant la période 1971-2000. En 2020, Météo-France publie une typologie des climats de la France métropolitaine dans laquelle la commune est exposée à un climat océanique et est dans la région climatique  Côtes de la Manche orientale, caractérisée par un faible ensoleillement (1 550 h/an) ; forte humidité de l’air (plus de 20 h/jour avec humidité relative > 80 % en hiver), vents forts fréquents. Parallèlement le GIEC normand, un groupe régional d’experts sur le climat, différencie quant à lui, dans une étude de 2020, trois grands types de climats pour la région Normandie, nuancés à une échelle plus fine par les facteurs géographiques locaux. La commune est, selon ce zonage, exposée à un « climat des plateaux abrités », correspondant aux plaines agricoles de l’Eure, avec une pluviométrie beaucoup plus faible que dans la plaine de Caen en raison du double effet d’abri provoqué par les collines du Bocage normand et par celles qui s’étendent sur un axe du Pays d'Auge au Perche.
Pour la période 1971-2000, la température annuelle moyenne est de 11,2 °C, avec  une amplitude thermique annuelle de 14,3 °C. Le cumul annuel moyen de précipitations est de 760 mm, avec 12 jours de précipitations en janvier et 8 jours en juillet. Pour la période 1991-2020, la température moyenne annuelle observée sur la station météorologique la plus proche, située sur la commune de Boos à 8 km à vol d'oiseau, est de 10,9 °C et le cumul annuel moyen de précipitations est de 847,5 mm,. Pour l'avenir, les paramètres climatiques de la commune estimés pour 2050 selon différents scénarios d’émission de gaz à effet de serre sont consultables sur un site dédié publié par Météo-France en novembre 2022.

## Urbanisme

### Typologie
Au 1er janvier 2024, Le Manoir est catégorisée ceinture urbaine, selon la nouvelle grille communale de densité à 7 niveaux définie par l'Insee en 2022.
Elle appartient à l'unité urbaine de Pîtres, une agglomération intra-départementale dont elle est une commune de la banlieue,. Par ailleurs la commune fait partie de l'aire d'attraction de Rouen, dont elle est une commune de la couronne,. Cette aire, qui regroupe 317 communes, est catégorisée dans les aires de 200 000 à moins de 700 000 habitants,.

### Occupation des sols
L'occupation des sols de la commune, telle qu'elle ressort de la base de données européenne d’occupation biophysique des sols Corine Land Cover (CLC), est marquée par l'importance des territoires agricoles (47,2 % en 2018), en diminution par rapport à 1990 (62,4 %). La répartition détaillée en 2018 est la suivante :
terres arables (27,1 %), zones urbanisées (23,8 %), zones agricoles hétérogènes (12 %), prairies (8 %), forêts (6,7 %), eaux continentales (6,7 %), milieux à végétation arbustive et/ou herbacée (5,9 %), mines, décharges et chantiers (5,4 %), espaces verts artificialisés, non agricoles (4,1 %), zones industrielles ou commerciales et réseaux de communication (0,2 %). L'évolution de l’occupation des sols de la commune et de ses infrastructures peut être observée sur les différentes représentations cartographiques du territoire : la carte de Cassini (XVIIIe siècle), la carte d'état-major (1820-1866) et les cartes ou photos aériennes de l'IGN pour la période actuelle (1950 à aujourd'hui).

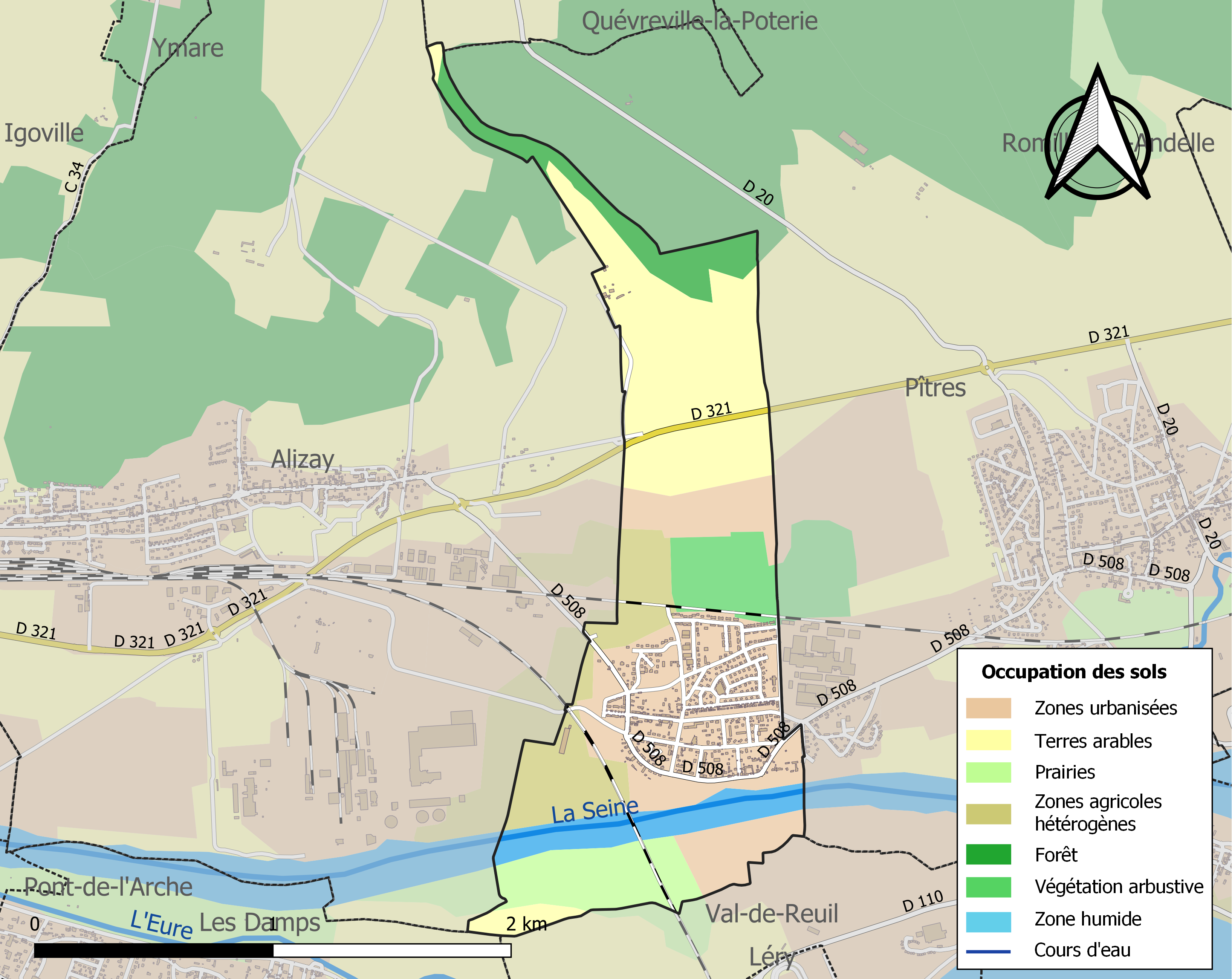
Carte des infrastructures et de l'occupation des sols de la commune en 2018 (CLC).

### Voies de communication et transports

#### Transport ferroviaire
La commune est traversée par la ligne ferroviaire de Paris à Rouen au moyen du viaduc du Manoir.

## Toponymie
Le nom de la localité est attesté sous la forme al Maneir en 1011 (charte de Raoul, comte d’Ivry), Manoir sur Seine en 1587 (titres de Saint-Ouen), Manoir sur Seynne en 1610 (Archives départementales de la Seine-Maritime), Le Manoir en 1793 et 1801 : « demeure, habitation, maison seigneuriale, château ». L'ancien français s'est emparé de l'infinitif latin manere, « demeurer » d'où provient manoir, pour en faire un nom commun, qui évoque une simple maison,.

## Histoire

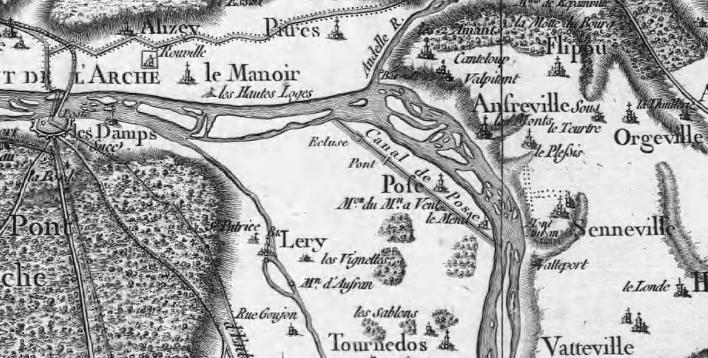
Le manoir sur la carte de Cassini.

## Politique et administration
| Période                                  | Période  | Identité                                     | Étiquette | Qualité        |
| ---------------------------------------- | -------- | -------------------------------------------- | --------- | -------------- |
| Les données manquantes sont à compléter. |          |                                              |           |                |
|                                          | 1983     | Raymonde Duval                               |           |                |
| 1983                                     | 2017     | Jacqueline Pons                              | PS        | démissionnaire |
| mai 2017                                 | En cours | Daniel Bayart Réélu pour le mandat 2020-2026 | DVG       |                |

## Démographie
L'évolution du nombre d'habitants est connue à travers les recensements de la population effectués dans la commune depuis 1793. Pour les communes de moins de 10 000 habitants, une enquête de recensement portant sur toute la population est réalisée tous les cinq ans, les populations de référence des années intermédiaires étant quant à elles estimées par interpolation ou extrapolation. Pour la commune, le premier recensement exhaustif entrant dans le cadre du nouveau dispositif a été réalisé en 2006.

En 2022, la commune comptait 1 279 habitants, en évolution de +0,63 % par rapport à 2016 (Eure : −0,25 %, France hors Mayotte : +2,11 %).
| 1793 | 1800 | 1806 | 1821 | 1831 | 1836 | 1841 | 1846 | 1851 |
| ---- | ---- | ---- | ---- | ---- | ---- | ---- | ---- | ---- |
| 375  | 371  | 362  | 353  | 381  | 383  | 380  | 390  | 391  |

| 1856 | 1861 | 1866 | 1872 | 1876 | 1881 | 1886 | 1891 | 1896 |
| ---- | ---- | ---- | ---- | ---- | ---- | ---- | ---- | ---- |
| 385  | 355  | 346  | 304  | 287  | 288  | 286  | 286  | 280  |

| 1901 | 1906 | 1911 | 1921 | 1926 | 1931 | 1936 | 1946 | 1954 |
| ---- | ---- | ---- | ---- | ---- | ---- | ---- | ---- | ---- |
| 222  | 218  | 233  | 325  | 324  | 321  | 332  | 286  | 514  |

| 1962  | 1968  | 1975  | 1982 | 1990 | 1999  | 2006  | 2011  | 2016  |
| ----- | ----- | ----- | ---- | ---- | ----- | ----- | ----- | ----- |
| 1 168 | 1 257 | 1 329 | 989  | 881  | 1 000 | 1 226 | 1 175 | 1 271 |

| 2021  | 2022  | - | - | - | - | - | - | - |
| ----- | ----- | - | - | - | - | - | - | - |
| 1 295 | 1 279 | - | - | - | - | - | - | - |

## Culture et patrimoine

### Lieux et monuments
- Église Saint-Martin (1952) . Elle bénéficie du label « Patrimoine du XXe siècle »[27]. Architecte (dieppois) : Pierre Dupont (1911-1983)[28]

### Patrimoine naturel

#### Site classé
- Le sapin, les ifs, les buis et massifs d'arbustes dans le cimetière,  Site classé (1929).

## Personnalités liées à la commune
- Michel Leeb, humoriste (Claude Leeb (père de Michel Leeb) spécialiste des aciers inox, premier four à arc, en 50-60 a travaillé à L'aciérie du Manoir à Pîtres).[pourquoi ?]

## Héraldique
|  | Les armes de la ville se blasonnent ainsi : D'azur au chevron ondé d'or accompagné de trois aigles bicéphales du même, au chef aussi d'or, aux trois têtes d'ours de sable lampassées de gueules ordonnées 2 et 1. |